# 筋兜

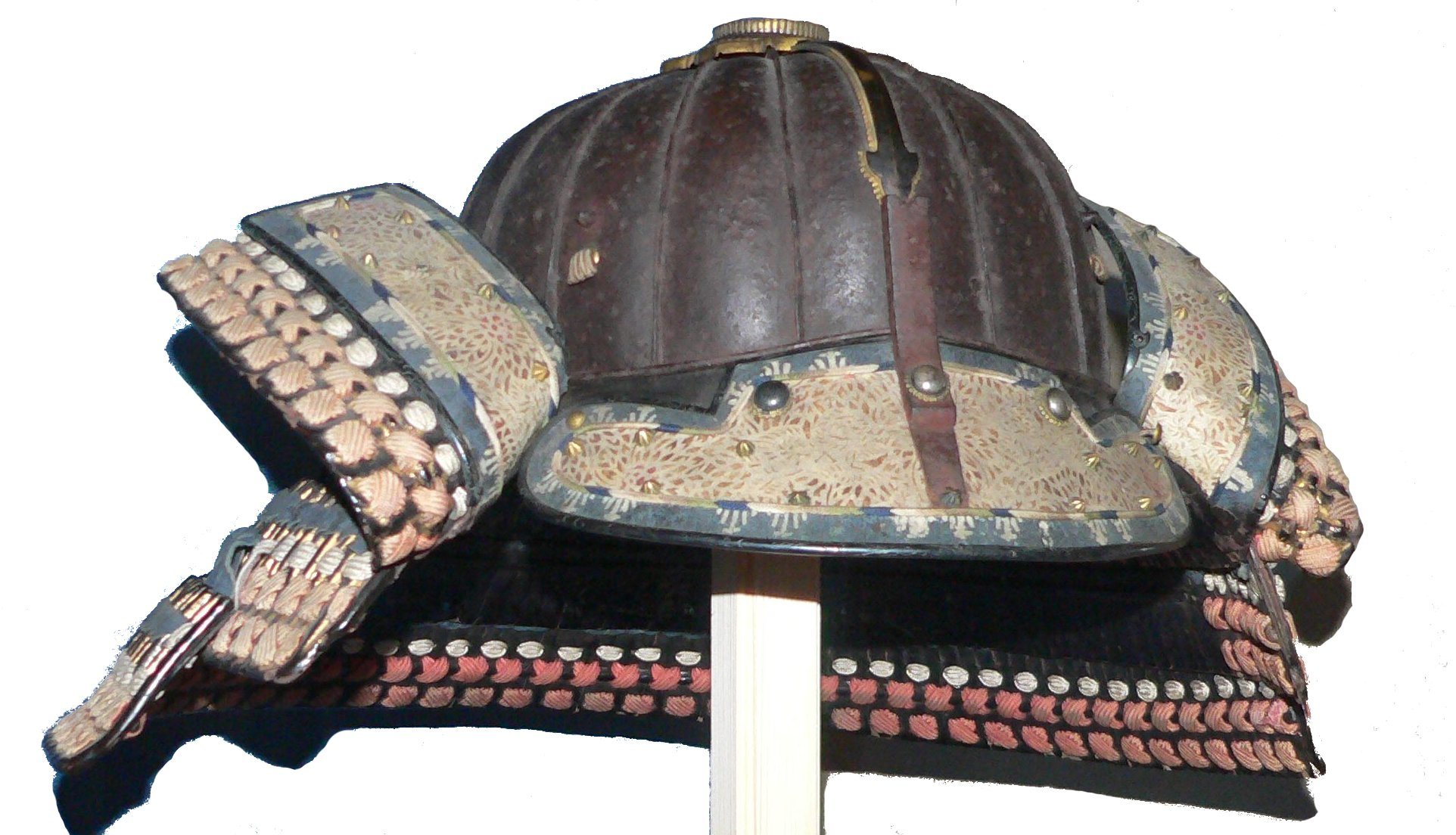
筋兜

筋兜（すじかぶと）は、日本の鎌倉時代後期から南北朝時代頃に発生した兜の一形式。星兜と異なり、兜本体（鉢）を形成する鉄板を接ぎ留める鋲（星）を見せず、鉄板の縁を捩り立て（はぜ (板金)という工法）接ぎ目を筋状に見せたもの。
星兜に比べて軽快・軽量かつ、製作が簡易であるため、徒歩武士の胴丸・腹巻に付く兜として用いられた。後には大鎧にも用いられるようになった。

## 概要
鋲頭が大きい鋲を使う星兜と違い、頭が平らな鋲を使って鉢の鉄板をつなぎ合わせている。またしころも、両手の動きを邪魔しないように、「笠しころ」と呼ばれる横に広がった扁平型の形式が使われた。鉢には黒漆が塗られる。時代が下るにつれ、より高度な製作技巧を必要とする、筋の数の多い筋兜も増えていった。当初は二十数枚であったが、やがて六十数枚が一般的になる。これらは細長い鉄板を非常に多く用いるため、枚数が少ないものよりも板の重なる面積が増えて、実質的には2枚の鉄板を重ねた事と同じになり堅牢さが増した。少ないものでは十数枚、多いものでは二百枚近いものまでがある。
室町時代には、阿古陀形（あこだなり）という後頭部が膨れ上がった南瓜様の筋兜が流行した。頑丈さに欠けたため戦国期には衰退したが、以降の筋兜にその影響を残した。

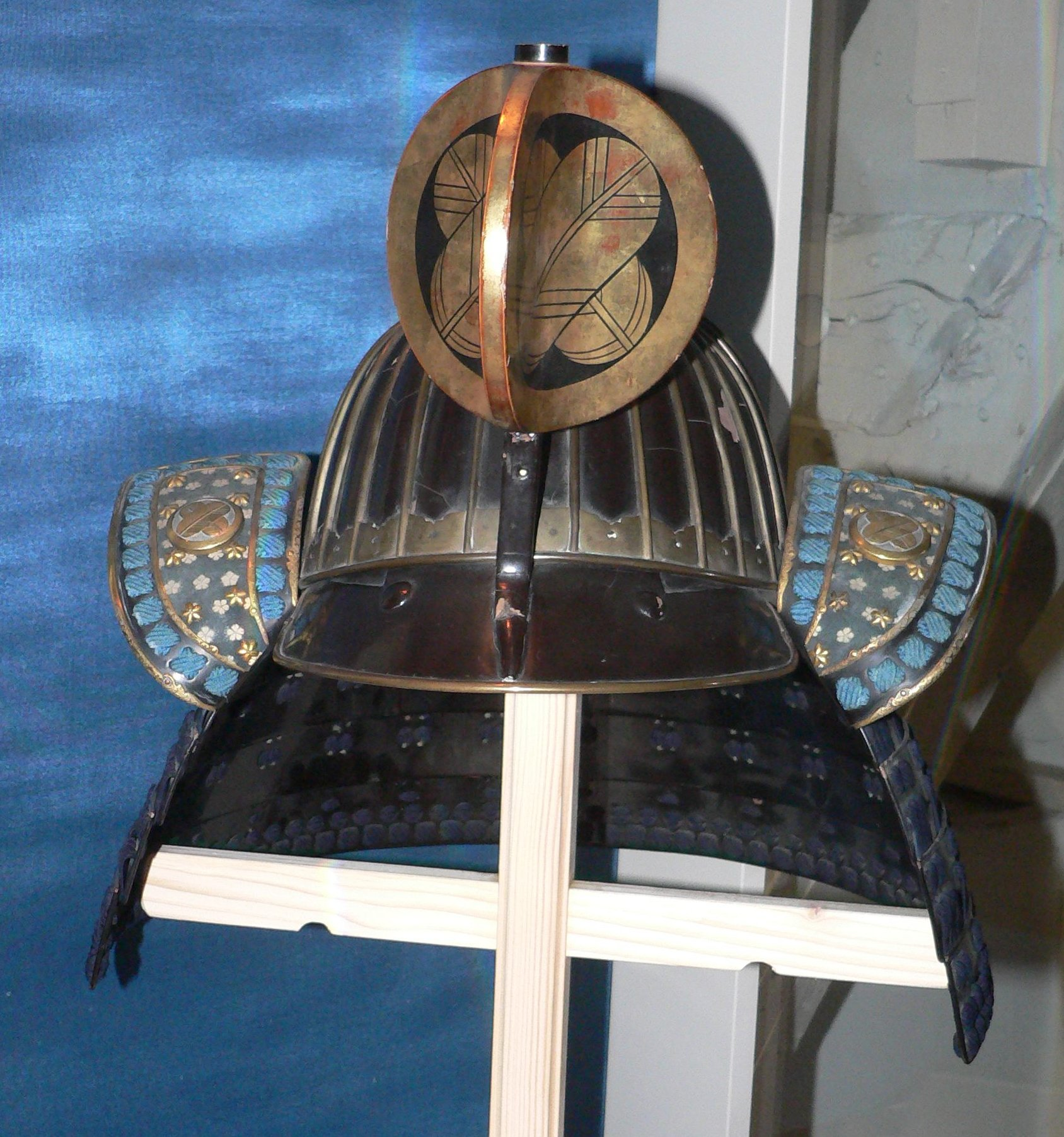
総覆輪の筋兜

兜鉢の下部全周を斎垣（いがき）と呼ばれる装飾金具で覆い、兜の筋と斎垣に覆輪を施したものを「総覆輪（そうふくりん）」と呼ぶ。

## 地名兜
戦国期、西国で変わり兜が流行していた頃、東国では阿古陀形などの古風な筋兜が生産し続けられており、地名の付いた筋兜として残る。
- 小田原鉢（相模国） - 阿古陀形
- 上州鉢（上野国）
- 常州鉢（常陸国）